# Clásica de Almería 2004
La Clásica de Almería 2004, diciannovesima edizione della corsa, si disputò il 29 febbraio 2004 su un percorso di 187,2 km. Fu vinta dal francese Jérôme Pineau, che terminò in 4h50'37". La gara era classificata di categoria 1.3 nel calendario dell'UCI.

## Classifiche finali

### Ordine d'arrivo (Top 10)
| Pos. | Corridore           | Squadra       | Tempo    |
| ---- | ------------------- | ------------- | -------- |
| 1    | Jérôme Pineau       | La Boulangère | 4h50'37" |
| 2    | Thomas Voeckler     | La Boulangère | s.t.     |
| 3    | Benjamín Noval      | US Postal     | a 13"    |
| 4    | Julio López         | Relax-Bodysol | a 15"    |
| 5    | Björn Leukemans     | Palmans       | a 29"    |
| 6    | José Angel Gomez    | Costa Almeria | a 32"    |
| 7    | José Vicente García | Illes Balears | a 35"    |
| 8    | David De La Fuente  | Saunier Duval | s.t.     |
| 9    | Joseba Zubeldia     | Euskaltel     | s.t.     |
| 10   | Tomáš Konečný       | T-Mobile Team | s.t.     |

### Classifica scalatori
| Pos. | Corridore        | Squadra       | Punti |
| ---- | ---------------- | ------------- | ----- |
| 1    | Joseba Zubeldia  | Euskaltel     | 16    |
| 2    | David Muñoz      | Kelme         | 15    |
| 3    | José Angel Gomez | Costa Almeria | 11    |
| 4    | Juan Cuenca      | Costa Almeria | 10    |
| 5    | Jérôme Pineau    | La Boulangère | 5     |

### Classifica mete volanti
| Pos. | Corridore          | Squadra       | Punti |
| ---- | ------------------ | ------------- | ----- |
| 1    | Juan Cuenca        | Costa Almeria | 6     |
| 2    | David De La Fuente | Saunier Duval | 4     |
| 3    | David Muñoz        | Kelme         | 1     |
| 4    | Julio López        | Relax-Bodysol | 1     |

### Classifica sprint
| Pos. | Corridore           | Squadra       | Punti |
| ---- | ------------------- | ------------- | ----- |
| 1    | Olaf Pollack        | Gerolsteiner  | 6     |
| 2    | José Vicente García | Illes Balears | 3     |
| 3    | Björn Leukemans     | Palmans       | 2     |
| 4    | Julio López         | Relax-Bodysol | 2     |
| 5    | Juan Cuenca         | Costa Almeria | 2     |

### Classifica combinata
| Pos. | Corridore      | Squadra       | Punti |
| ---- | -------------- | ------------- | ----- |
| 1    | Julio López    | Relax-Bodysol | 21    |
| 2    | Juan Cuenca    | Costa Almeria | 21    |
| 3    | David Muñoz    | C. Valenciana | 20    |
| 4    | Alberto Hierro | Cafés-Baqé    | 29    |
| 5    | Jérôme Pineau  | La Boulangère | 6     |